# 1 Tulski Pułk
1 Tulski Pułk (ros. 1-й Тульский полк) – jednostka wojskowa białych podczas wojny domowej w Rosji.
23 lipca 1919 r. do Rygi przybył morzem Oddział Tulski w sile 1580 ludzi na czele ze sztabskapitanem Władimirem W. Striekopytowym. Oddział składał się z żołnierzy bolszewickiej 2 Tulskiej Brygady 8 Dywizji Strzeleckiej, którzy pod koniec marca 1919 r. w Homlu podnieśli bunt przeciwko władzy bolszewickiej. Po krótkiej walce z oddziałami bolszewickimi, żołnierze wyrwali się z miasta, po czym w ponad 400-kilometrowym marszu dotarli do Równego. Oddział wszedł w skład ukraińskich sił zbrojnych. Krótki okres walczył w ich składzie, po czym w rejonie Łucka przeszedł na stronę Polaków. Jego żołnierze zostali internowani w obozie w Brześciu Litewskim.
Dzięki interwencji państw Ententy zostali zwolnieni, po czym morzem przybyli do Rygi. Tam w pełni uzbrojony, wyposażony i umundurowany ponad oddział został włączony w skład Armii Północno-Zachodniej gen. Aleksandra P. Rodzianki. Rozmieszczono go w rezerwie w rejonie Gdowa. Na pocz. sierpnia na jego bazie sformowano ponad 600-osobowy 1 Tulski Pułk pod dowództwem płk. W. W. Striekopytowa. Reszta żołnierzy weszła w skład pozostałych pułków Armii Północno-Zachodniej.
1 Tulski Pułk szybko przeniesiono pod Jamburg, na który nacierały oddziały bolszewickie. Jednakże udało im się wedrzeć do miasta, w wyniku czego – po krótkiej obronie dworca kolejowego – Pułk wycofał się wraz z pozostałymi obrońcami miasta na lewy brzeg Ługi, gdzie zajął pozycje obronne. Wkrótce przez rzekę przeprawiły się oddziały bolszewickie, co doprowadziło do dalszego odwrotu białych.